# سنديان لبناني
السنديان اللبناني أو سنديان لبنان نوع نباتي شجري من جنس السنديان من الفصيلة الزانية.

## الموئل والانتشار
ينتشر هذا النوع في المشرق العربي حيث ينتشر في جبال اللاذقية وجبل لبنان وشمال العراق.

## الوصف النباتي
الشجرة نفضية يصل ارتفاعها إلى ثمانية أمتار.